# Gaflenzer Kaibling
Der Gaflenzer Kaibling ist ein 1167 m ü. A. hoher Berg in den Ybbstaler Alpen im niederösterreichisch-oberösterreichischen Grenzgebiet.
Der Gaflenzer Kaibling ist ein langgezogener, sanfter und großteils bewaldeter Bergzug, der im Südosten durch das Ybbstal mit Talort Opponitz, sowie im Nordosten durch das Gaflenzbachtal, einem Zufluss der Enns, mit dem Talort Gaflenz, begrenzt ist. Im Süden verbindet der Pass Saurüssel (552 m) den Gaflenzer Kaibling mit dem höheren Hegerberg (Lärmerstange, 1477 m). Geologisch ist er vor allem aus Hauptdolomit aufgebaut.
Der Bergzug weist einen markanten, rund sieben Kilometer langen Kamm auf, der sich von West nach Ost vom Holzerkogel (962 m) über den Hauptgipfel (1167 m) zum Breitenauer Spitz (1152 m), Hinterberg (1131 m), Hirschkogel (1078 m) und Wetterkogel (1115 m) zieht. Bis zum Hirschkogel verläuft am Kamm auch die oberösterreichisch-niederösterreichische Grenze.  Nördlich dem Hirschkogel vorgelagert ist mit der Forsteralm (1024 m) ein weiterer Eintausender-Gipfel.
Der Gaflenzer Kaibling ist insbesondere im nördlichen Teil touristisch stark erschlossen. Hier findet sich auf oberösterreichischer Seite das Skigebiet Forsteralm an den Hängen des gleichnamigen Gipfels Forsteralm sowie des Hirschkogels. Das Skigebiet verfügt über einen Vierersessellift, sechs Schlepplifte und 18 Kilometer Skipisten, der Betrieb kam in wirtschaftliche Schwierigkeiten und wurde daher im Herbst 2016 von 8 Gemeinden aus dem Enns- und Ybbstal übernommen. Bis 7. Juli 2017 wurde per Crowdfunding knapp ein Drittel des Finanzierungsbedarfs einer geplanten Beschneiungsanlage eingesammelt. Ebenfalls in derselben Region auf niederösterreichische Seite befindet sich die bewirtschaftete Amstettner Hütte (923 m) (Zustieg : 1½ Stunden Gaflenz, 2½ Stunden Opponitz). Der Gipfel des Gaflenzer Kaiblings kann nur über unmarkierte Wege erreicht werden (1½ Stunden ab Amstettner Hütte).